# Doctor Strange nel Multiverso della Follia
Doctor Strange nel Multiverso della Follia (Doctor Strange in the Multiverse of Madness) è un film del 2022 diretto da Sam Raimi.
Basato sul personaggio di Dottor Strange di Marvel Comics, è il 28º film del Marvel Cinematic Universe (MCU) e sequel del film Doctor Strange (2016).
Ha come protagonista Benedict Cumberbatch nei panni del Dott. Stephen Strange, insieme a Elizabeth Olsen, Chiwetel Ejiofor, Benedict Wong, Xochitl Gomez, Michael Stuhlbarg e Rachel McAdams, è stato annunciato al San Diego Comic-Con International 2019. Nel film, Strange deve proteggere America Chavez, un'adolescente capace di viaggiare nel multiverso, da Wanda Maximoff.

## Trama
America Chavez e Defender Strange (una variante del Dott. Stephen Strange) fuggono attraverso lo spazio tra gli universi per trovare il Libro dei Vishanti e fermare un demone che li insegue. Defender Strange viene ucciso, mentre America apre accidentalmente un portale che li risucchia al suo interno. Nel frattempo, su Terra-616, Strange partecipa al matrimonio della sua ex-fidanzata, Christine Palmer. Durante il ricevimento, un demone tentacolare dà la caccia ad America, ma Strange la salva e uccide il demone con l'aiuto di Wong. America spiega loro che i demoni le danno la caccia perché ha il potere di viaggiare attraverso il multiverso.
Riconoscendo le rune magiche sul cadavere del demone, Strange si consulta con Wanda Maximoff, ma si rende conto che è lei la responsabile. Dopo aver acquisito il libro di magia Darkhold ed essere diventata Scarlet Witch, Wanda crede che controllare il multiverso con il potere di America le permetterà di riunirsi con Billy e Tommy, i bambini che aveva creato durante il suo periodo a Westview. Quando Strange rifiuta di consegnare America, Wanda attacca Kamar-Taj, uccidendo molti stregoni. America accidentalmente apre un altro portale e si trasporta con Strange attraverso il multiverso verso Terra-838. Wanda utilizza allora il Darkhold per eseguire il "dream-walking" (l'abilità di controllare il corpo di una propria variante) nel corpo della Wanda di Terra-838, che vive una vita di periferia con i suoi stessi Billy e Tommy.
Mentre cercano aiuto, Strange e America vengono arrestati dallo Stregone Supremo di Terra-838, Karl Mordo, e portati davanti agli Illuminati, guidati dal professor Charles Xavier e composti da Mordo stesso, Peggy Carter, Blackagar Boltagon, Maria Rambeau e Reed Richards. Essi spiegano che attraverso l'uso sconsiderato del Darkhold del loro universo, lo Strange di Terra-838 aveva scatenato un'incursione distruttiva nel loro universo ed è stato ucciso prima che causasse ulteriori danni; Mordo ritiene che lo Strange di Terra-616 sia pericoloso tanto quanto il loro e che vada eliminato. Prima che possano esprimere un giudizio, Wanda arriva e uccide gli Illuminati, tranne Mordo, che viene sopraffatto da Strange. Quest'ultimo e America fuggono con l'aiuto della Christine Palmer di Terra-838, una scienziata degli Illuminati.
Fuggendo da Wanda, il trio entra nello spazio tra gli universi per cercare il Libro dei Vishanti, l'antitesi del Darkhold, ma una volta trovato Wanda appare, brucia il libro e prende il sopravvento sulla mente di America, usando i suoi poteri per inviare Strange e Christine in un universo sinistro per lo più distrutto. Su Terra-616, Wanda inizia allora l'incantesimo per appropriarsi dei poteri di America. Strange combatte lo Strange dell'universo sinistro, che è stato corrotto dal Darkhold. Dopo averlo ucciso, Strange utilizza il libro dello stregone per controllare il cadavere di Defender Strange su Terra-616 e salvare America. Incapace di sopraffare Wanda, America decide di trasportarla su Terra-838, permettendo a Billy e Tommy di assistere alla sua malvagità. I due si allontanano per la paura, piangendo per la loro vera madre, la Wanda di Terra-838. Rendendosi conto della morte e della distruzione che aveva causato, Wanda rivolse la magia oscura del Darkhold contro lo stesso libro, distruggendo tutte le sue copie in tutto il Multiverso e causando anche la propria morte. Qualche tempo dopo, America inizia il suo addestramento a Kamar-Taj mentre Strange, tornato a New York, sviluppa un terzo occhio come risultato dell'uso del dream-walking tramite il Darkhold.
Nella scena a metà dei titoli di coda, Strange viene avvicinato da una strega, Clea, che lo avverte che le sue azioni hanno innescato un'incursione e lo invita a unirsi a lei nella Dimensione Oscura. Nella scena dopo i titoli di coda, il venditore di polpette di pizza di Terra-838, stregato da Strange a picchiarsi da solo, gioisce perché l'effetto dell'incantesimo ha finalmente termine.

## Personaggi
- Dr. Stephen Strange, interpretato da Benedict Cumberbatch: un ex-neurochirurgo divenuto Maestro delle Arti Mistiche in seguito a un incidente automobilistico che ha fatto terminare la sua carriera.[4] Cumberbatch interpreta anche più versioni alternative del personaggio, tra cui "Sinister Strange", "Defender Strange" e "Supreme Strange".[5]
- Wanda Maximoff / Scarlet Witch, interpretata da Elizabeth Olsen: può sfruttare la magia del caos, utilizzare l'ipnosi, la telecinesi e alterare la realtà.[6][7] Olsen interpreta anche la versione alternativa di Terra-838.[5]
- Karl Mordo, interpretato da Chiwetel Ejiofor: una versione alternativa del personaggio, che nel suo universo è lo Stregone Supremo e fa parte del gruppo degli Illuminati.[8][9]
- Wong, interpretato da Benedict Wong: il nuovo Stregone Supremo, mentore e amico di Strange.[10][11]
- America Chavez, interpretata da Xochitl Gomez: un'adolescente proveniente da un altro universo con l'abilità di viaggiare attraverso le dimensioni.[12][13][14]
- Nicodemus West, interpretato da Michael Stuhlbarg: un chirurgo ed ex-collega di Strange.[15]
- Christine Palmer, interpretata da Rachel McAdams: una ex-collega di Strange di cui è innamorato.[16] McAdams interpreta anche la versione alternativa di Terra-838.[5]

Inoltre Patrick Stewart riprende il ruolo di Charles Xavier / Professor X dalla serie di film degli X-Men, in un universo alternativo in cui è il leader degli Illuminati, di cui fanno parte anche Peggy Carter / Captain Carter, interpretata da Hayley Atwell, Reed Richards / Mister Fantastic, interpretato da John Krasinski, Maria Rambeau / Capitan Marvel, interpretata da Lashana Lynch, e Blackagar Boltagon / Freccia Nera, con Anson Mount che riprende il ruolo dalla serie televisiva Inhumans. Appaiono anche Tribunale Vivente, Gargantos, Rintrah, un minotauro studente a Kamar-Taj, interpretato da Adam Hugill, e Sara, una Maestra delle Arti Mistiche, interpretata da Sheila Atim. Julian Hilliard e Jett Klyne riprendono i ruoli interpretati in WandaVision di Billy e Tommy, i "figli" di Wanda, nella versione di Terra-838, mentre Topo Wresniwiro e Mark Anthony Brighton riprendono i ruoli dei Maestri delle Arti Mistiche Hamir e Daniel Drumm dal primo film. Charlize Theron appare nella scena durante i titoli di coda interpretando Clea, Bruce Campbell appare in un cameo nel ruolo di un venditore di polpette di pizza, e lo sceneggiatore Michael Waldron ha un cameo al matrimonio di Christine Palmer.

## Produzione

### Sviluppo
Nell'aprile 2016 Cargill, sceneggiatore del primo film, rivelò che alcune idee proposte da lui e Scott Derrickson per il film erano state considerate troppo "stravaganti" per essere inserite in una storia di origini ed erano state messe da parte per dei possibili seguiti. Nell'ottobre 2016 Derrickson affermò di avere delle idee per un sequel. Cumberbatch confermò inoltre di aver firmato per più di un film incentrato su Strange. Nel dicembre 2018 è stato annunciato che la regia del sequel di Doctor Strange sarebbe stata riaffidata a Derrickson, con Benedict Cumberbatch e Benedict Wong che riprendono i loro ruoli. Il film è il primo horror del MCU, con Elizabeth Olsen che riprende il ruolo di Wanda Maximoff / Scarlet Witch dai precedenti film del MCU. La sceneggiatura è stata scritta da Jade Bartlett. Nel gennaio 2020 è stato annunciato che non sarebbe stato più Derrickson a dirigere il film.

### Pre-produzione
Nel febbraio 2020 Michael Waldron è stato ingaggiato per riscrivere la sceneggiatura. Il 14 aprile dello stesso anno Sam Raimi ha annunciato che sarebbe stato il regista del film. La fotografia è affidata a John Mathieson. Nel dicembre 2020 sono stati annunciati nel cast Rachel McAdams, Chiwetel Ejiofor, Benedict Wong e Xochitl Gomez nei ruoli di Christine Palmer, Karl Mordo, Wong e America Chavez.

### Riprese
L'inizio delle riprese era inizialmente previsto per maggio 2020 ai Longcross Studios, nel Surrey per poi proseguire in Norvegia. Nel marzo 2020 tutte le produzioni dei Marvel Studios sono state sospese a causa della pandemia di COVID-19, ma il 27 dello stesso mese è stato annunciato che la pre-produzione avrebbe continuato a distanza per poter cominciare le riprese a giugno. A seguito di un ulteriore stop a causa del Covid, le riprese sono iniziate il 4 novembre 2020 a Londra, con il titolo provvisorio Stellar Vortex. Benedict Cumberbatch ha cominciato a girare subito dopo aver terminato le riprese di Spider-Man: No Way Home, cominciate ad Atlanta nel novembre 2020. Il 6 gennaio 2021 Elizabeth Olsen ha fatto sapere che le riprese si erano fermate nuovamente a seguito dell'aumento di casi COVID-19 nel Regno Unito. Le riprese ricominciarono a metà marzo quando Cumberbatch disse che erano nel mezzo della produzione ed Ejiofor iniziò a girare le sue scene a Londra. Le riprese si sono svolte al Broomfield Hill Car Park a Richmond Park per la settimana del 25 marzo e nella Freemasons Church nel centro di Londra per alcune settimane ad aprile. Il 15 aprile, Kevin Feige ha detto che erano nell'ultima settimana di riprese, con le riprese che si sono svolte da quel giorno fino al 17 aprile a Burrow Hill Cider Farm nel Somerset. Jett Klyne e Julian Hilliard, che hanno rispettivamente interpretato Billy e Tommy, i figli di Wanda Maximoff in WandaVision, sarebbero stati sul set alla fattoria. La produzione non ha subito alcuna battuta d'arresto legata al COVID-19 quando le riprese sono ricominciate all'inizio del 2021, sebbene Cumberbatch abbia dovuto sospendere temporaneamente le riprese dopo essere stato in stretto contatto con un membro della produzione che aveva un test falso positivo.

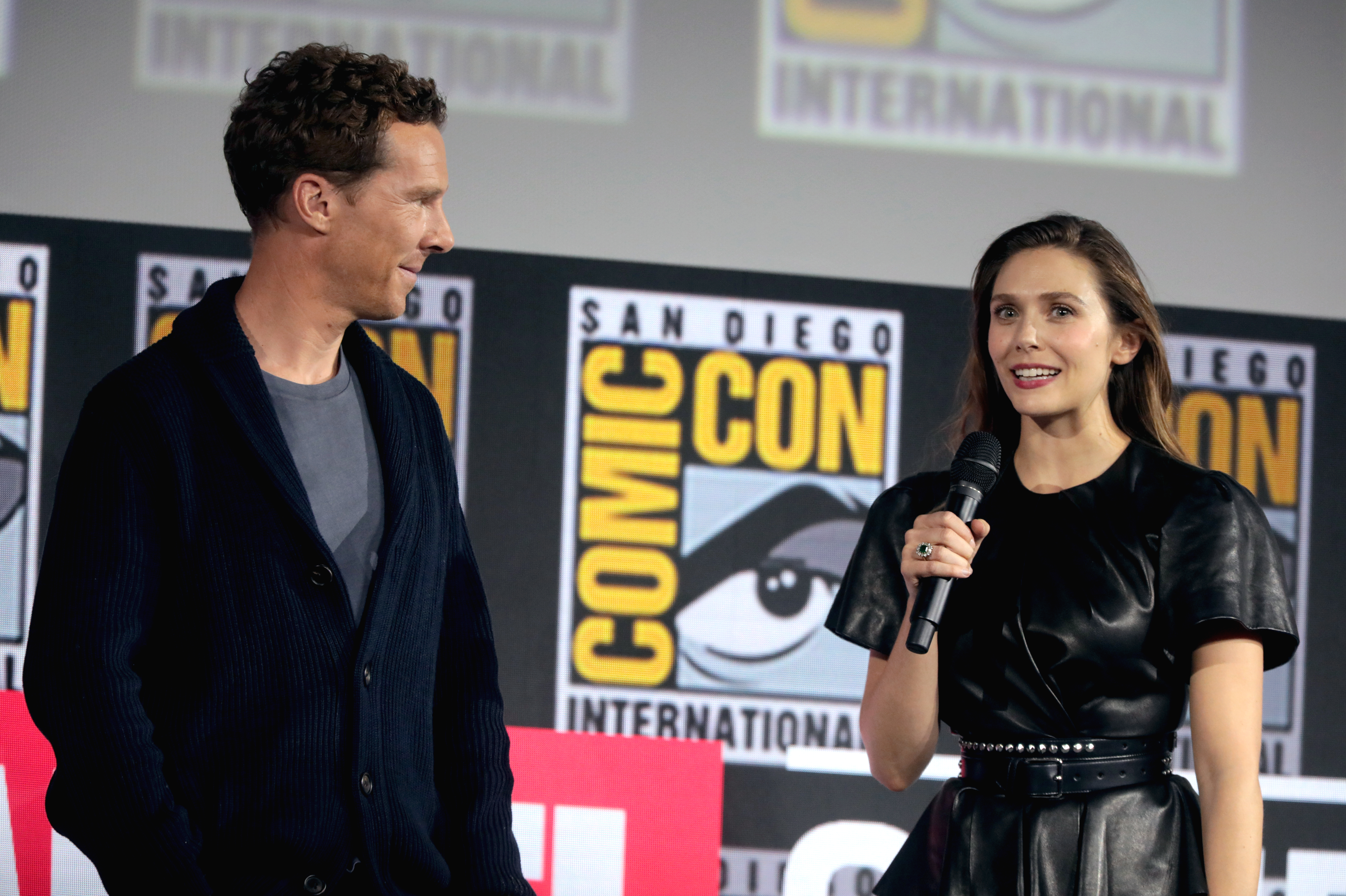
Cumberbatch e Olsen al San Diego Comic-Con International 2019

Molti degli attori, tra cui Olsen, Cumberbatch e Wong, erano entusiasti di lavorare con Raimi. Il regista è stato in grado di utilizzare le sue tecniche di ripresa preferite sul film, come l'uso della telecamera e della prospettiva per creare una sensazione di ansia per il pubblico e ha incoraggiato l'improvvisazione. Cumberbatch ha affermato che il film è stato più collaborativo rispetto alle sue precedenti apparizioni nel MCU, per le quali si sentiva come se fosse "solo per il viaggio". Olsen ha aggiunto che stavano cercando una "atmosfera da film dell'orrore", descrivendo il film come "pazzo" e confrontandolo con i precedenti film di Raimi con aspetti del genere horror come la "paura costante". Sentiva che era "più di un film patinato di Indiana Jones" e sarebbe stato più oscuro di quei film, aggiungendo che Raimi stava cercando di fare "il film Marvel più spaventoso". Il supervisore alla sceneggiatura Joe Beckett ha detto che il film sarebbe stato oscuro e Waldron lo ha ha descritto come il ritorno di Raimi ai "grandi film di supereroi" con ogni aspetto di un film di Sam Raimi. Il budget del film è stato di 200 milioni di dollari.

### Post-produzione
Bob Murawski è il montatore del film. Nell'ottobre 2021, Cumberbatch ha affermato di essere nel mezzo di ulteriori riprese fotografiche, con ulteriori riprese fissate per novembre e dicembre, per almeno sei settimane a Los Angeles. The Hollywood Reporter ha riferito che le riprese erano "significative" e che due settimane sarebbero state dedicate alle riprese principali che non potevano essere completate in precedenza a causa di problemi di disponibilità degli attori, con materiale aggiuntivo girato a causa dei rallentamenti legati al COVID durante le riprese iniziali. Cumberbatch ha confermato che le riprese sono state utilizzate per apportare modifiche al materiale già girato, filmando anche parti che "erano semplicemente impossibili da fare [durante le riprese] a causa della logistica, del COVID ecc."

## Colonna sonora
La colonna sonora era stata affidata a Michael Giacchino, già compositore per Doctor Strange, ma dopo che Sam Raimi è stato ingaggiato come regista, Danny Elfman è stato assunto come nuovo compositore.

## Promozione
Il primo teaser trailer è stato mostrato in allegato, come scena dopo i titoli di coda, all'uscita cinematografica di Spider-Man: No Way Home, ed è stato reso pubblico il 22 dicembre 2021. Il secondo trailer è stato pubblicato il 14 febbraio 2022, durante il Super Bowl 2022. Il 29 aprile 2022, sulla piattaforma Disney+, sono stati pubblicati tre episodi di Marvel Studios: Legends, contenenti delle clip che riassumono le vicende di Stephen Strange, Wong e Wanda Maximoff nelle precedenti apparizioni nel MCU.

## Distribuzione

### Data di uscita
L'uscita nelle sale cinematografiche statunitensi era prevista per il 7 maggio 2021, ma a seguito della pandemia di COVID-19 è stata posticipata inizialmente al 5 novembre 2021, per poi essere spostata nuovamente al 25 marzo 2022 e infine al 6 maggio 2022 negli Stati Uniti e al 4 maggio in Italia.

### Edizione italiana
La direzione del doppiaggio e i dialoghi italiani sono stati curati da Marco Guadagno.

### Edizioni home video
Il film è disponibile sulla piattaforma Disney+ dal 22 giugno 2022, e in DVD, Blu-ray e 4K Ultra HD dal 26 luglio.

## Accoglienza

### Incassi
Doctor Strange nel Multiverso della Follia ha incassato 411331607 $ in Nord America e 544444197 $ nel resto del mondo, per un incasso complessivo di 955775804 $, a fronte di un budget di produzione di $200 milioni.
Globalmente il film ha esordito con 449,8 milioni di dollari nei primi cinque giorni; inoltre è il quarto maggior incasso mondiale del 2022 e il quarto maggior incasso nel Nord America del 2022.

#### Nord America
Il film ha incassato $36 milioni nelle anteprime del giovedì, mentre nel primo giorno di programmazione ha incassato $90,7 milioni in 4,534 schermi. Nel week-end d'esordio ha ottenuto il primo posto incassando $187,4 milioni, per un totale di $230,9 milioni nella prima settimana. Ha mantenuto il primo posto anche nel secondo week-end incassando $61,8 milioni, e nel terzo week-end incassando $32,3 milioni. Nel quarto fine settimana è sceso al secondo posto incassando $16,1 milioni, rimanendo nella stessa posizione anche nel quinto week-end incassando $9,2 milioni.

#### Internazionale
Nel resto del mondo, il film ha incassato $27,2 milioni nel giorno di apertura, mentre nei primi cinque giorni ha incassato complessivamente $262,4 milioni, con la Corea del Sud che è stato il mercato più redditizio con un incasso di $30 milioni, seguito dal Regno Unito con $24,7 milioni e dal Messico con $21,5 milioni. In Italia ha incassato €2 milioni nel primo giorno e €8,3 milioni nei primi cinque giorni, per poi incassare in totale €13,7 milioni.

### Critica
Il film è stato accolto in modo generalmente positivo dalla critica. Su Rotten Tomatoes ha una percentuale di gradimento del 73% basato su 460 recensioni, con un voto medio di 6,5 su 10. Il consenso critico del sito cita: «Doctor Strange nel Multiverso della Follia fatica sotto il peso tentacolare del MCU, ma la regia distintiva di Sam Raimi lancia un incantesimo che intrattiene». Su Metacritic ha un punteggio di 60 su 100 basato su 65 recensioni.

## Riconoscimenti
- 2023 – MTV Movie & TV Awards[107]
  - Miglior cattivo a Elizabeth Olsen
- 2022 – Saturn Award[108]
  - Miglior colonna sonora a Danny Elfman
  - Candidatura alla migliore trasposizione da fumetto a film
  - Candidatura al miglior attore non protagonista a Benedict Wong
  - Candidatura ai migliori effetti speciali a Jorundur Rafn Arnarson, Joe Letteri ed Erik Winquist

## Sequel
Nel gennaio 2025, Cumberbatch ha indicato che sarebbe tornato per un terzo film di Doctor Strange. Ha elogiato i Marvel Studios per il loro approccio collaborativo, dicendo che avevano discusso su chi voleva scrivere e dirigere il film, nonché su quali elementi dei fumetti fosse interessato a includere.